# Alfred de Martonne
Alfred de Martonne, né le 30 août 1820 au Havre et mort le 21 mai 1896 à Laval, est un archiviste, journaliste et historien français.

## Biographie
Après avoir fait ses humanités au collège Stanislas et son droit à Paris, il entra à l'École royale des chartes en 1841, où il obtient le diplôme d'archiviste paléographe en 1843.
Il devint professeur d'histoire au collège de Draguignan en 1848 et 1849. Devenu rédacteur du Journal de la Haute-Saône, puis du Journal de Saint-Quentin, il quitta le journalisme pour occuper le poste d'archiviste départemental de Loir-et-Cher en 1854 ; il y resta jusqu'en 1866.
Il acheta L'Écho de la Mayenne, qu'il revendit à M. Bonnieux le 31 décembre 1872, s'établit à Saint-Étienne, puis à Châteauroux et revint à Laval prendre le poste d'archiviste départemental de la Mayenne laissé vacant par le départ de Victor Duchemin en 1879 ; il y mourut le 21 mai 1896.
En dehors d'une collaboration plus ou moins active au Magasin pittoresque, au Musée des familles, à l'Athenæum, à la Bibliothèque de l'École des chartes, au Dictionnaire de la Conversation et au Nouveau manuel de bibliographie.
Il a utilisé le pseudonyme Ipsémet.
Il est le père des géographes Emmanuel et Édouard de Martonne.

## Œuvres
- Les Étoiles, poèmes (1844) ;
- Les Offrandes (1851), recueil de 50 sonnets, réédité et augmenté sous le titre de Ludibria ventis (Paris, A. Faure, 1868, in-12) ;
- Examen de l'histoire de la littérature française de M. Nisard (1848, in-18) ;
- Isabelle d'Autriche (1848) ;
- Deux mots sur le Crédit foncier (1850) ;
- Du rôle de l'armée en Europe (1852) ;
- Les Fêtes du Moyen-Age (Paris, Dumoulin, 1853, in-8°) ;
- Palmyre Trompette (1854) ;
- La Piété du Moyen-Age (Paris, 1855, Dumoulin ; nouv. édit., 1866) ;
- Les grandes écoles et le collège de Blois (1855, Blois, in-8°) ;
- Notice sur les archives de l'église Saint-Martin de Vendôme (Blois, 1856) ;
- Ysopet, fables imitées de l'italien, du grec et de l'indien (1858) ;
- Notice historique sur l'église Saint-Martin de Vendôme (Paris, 1860, in-8°) ;
- Notice historique sur l'abbaye de la Guiche, près Blois (1863, in-8°) ;
- Un mot sur l'histoire de France en général et celle du comté de Blois en particulier (1864, in-8°) ;
- Fagots et fagots (1865, in-18) ;
- Le Dolmen de la Chapelle-Vendômoise (Paris, 1865, in-8°) ;
- Une charte de l'abbaye de Tavent (Bibliothèque de l'École des chartes) ;
- Légende de Saint-Dié-sur-Loire, près Blois (Blois, 1870, in-8°) ;
- Léonard Chodzko (Paris, 1872, in-8°) ;
- Bagnoles-de-l'Orne (Alençon, 1872, in-12) ;
- L'œil du Cyclope (Paris, 1875) ;
- Les seigneurs de Mayenne et le cartulaire de Savigny (Commission historique de la Mayenne, t. II, p. 118, 124 ; et Paris, Prévost, 1884, in-8°) ;
- Généalogie des seigneurs de Château-Gontier (Ibid., t. III, p. 281, et Château-Gontier, Sinoir, in-8°) ;
- Deux nouveaux évêques du Mans (Nantes, Forest et Grimaud, 1886, in-8°) ;
- Constructions au pied du château de Laval (Revue du Maine, t. X, p. 101) ;
- La série A des archives de la Mayenne (Bulletin historique de la Mayenne, t. I, p. 589 ; t. II, p. 152 ; et Paris, Picard, in-8°) ;
- Le Sonnet dans le Midi de la France (Aix, 1895, in-8°) ;
- La Porte et la Tour Renaise à Laval (Ibid., t. XII, p. 147, 271 ; t. XIII, p. 30, 139) qu'il publiait lorsqu'il mourut et qui vient d'être donnée en tirage à part, continuée par Charles Durget, avec une courte notice (Laval, Lelièvre, 1896-1901, in-8°).

Il a encore écrit la préface du tome premier de l'Inventaire des archives départementales de la Mayenne (1882) dont son prédécesseur avait rédigé les articles, surveillé l'impression de la moitié du second volume de cette collection et donné sous son nom dans le Bulletin du Comité des Travaux historiques (1889, p. 233) le Testament de Guy VII, sire de Laval (1265), que Victor Duchemin avait préparé.